# Louis Homet
Louis Homet, né à Paris en 1691, où il meurt le 27 (ou 28) août 1767, est un chantre, maître de musique (maître de chapelle) et compositeur français.

## Biographie

### Paris, Chartres et Évreux
Il fut tout d'abord formé à l'art musical, à partir de 1699, comme enfant de chœur (enfant chantant dans le chœur) de la Sainte-Chapelle, à Paris. Il y fut l'élève de Marc-Antoine Charpentier, mort en 1704, puis se perfectionna sous les ordres du nouveau maître de musique, Nicolas Bernier, compositeur également réputé. En 1710 Louis Homet fut accepté comme chantre (c'est-à-dire choriste) dans le chœur de la cathédrale Notre-Dame de Chartres (dont Bernier avait été maître de 1694 à 1698). Dès l'année suivante (1711) le jeune homme devint maître de musique (c'est-à-dire maître du chœur et maître des enfants) de l'église Saint-Jacques-la-Boucherie à Paris. De 1711 à 1714, dûment recruté lors d'un concours présidé par le célèbre théoricien et compositeur Sébastien de Brossard (août-septembre 1711), il remplit (en principe) cette même fonction de maître de musique à la cathédrale d'Évreux. Toutefois, l'historien de la maîtrise de Chartres, Jules-Alexandre Clerval, note qu'Homet était alors chantre à Amiens. Peut-être n'occupa-t-il jamais le poste pour lequel il avait été admis à Évreux ? Son Répons de saint Taurin, évêque d'Évreux, avait été composé lors du concours de 1711.

### Orléans et Chambord
De 1714 (réception du 4 juillet) à 1731, il se fixa à Orléans. Il y exerça la fonction de maître de musique de la cathédrale Sainte-Croix, avant d'en être renvoyé le 20 janvier 1717 (les renvois étaient fréquents, tout comme les démissions). Il intenta un procès au chapitre pour tenter de conserver sa semi-prébende canoniale (source de revenus). Il resta au service du chapitre (en tant que marguillier clerc à partir du 31 janvier 1718, signe qu'à cette date il avait perdu son procès) puis fut réintégré en tant que choriste à partir du 8 août 1722. Auparavant, il avait peut-être aussi enseigné l'écriture ou le latin à la maîtrise. Le 10 septembre 1724, il postula (sans succès) pour le poste de maître des enfants de la cathédrale de Chartres. Le 29 décembre 1725, après la maladie (sans doute) et la mort (survenue le 14) de Nicolas Grogniard (né à Meaux ?, vers 1680-85), compositeur lui aussi, il redevint maître de la psallette (maître du chœur et des enfants) de la cathédrale Sainte-Croix, jusqu'à son retour à Notre-Dame de Chartres en 1731. Homet se retira du chapitre d'Orléans le 17 avril 1731. Dès le 14 août, le compositeur angevin Louis Bachelier (1703-1782) fut élu à sa place maître de musique de la cathédrale d'Orléans. En 1729 et 1730 (et peut-être aussi de 1725 à 1733), Homet fut également au service de Stanislas Leszczynski, roi de Pologne en exil au château de Chambord.
À Orléans, Homet avait su recréer une Académie de musique (dont la première et timide apparition remontait à 1670). Elle fonctionna de 1721-1722 jusqu'en 1730 et tomba faute de moyens financiers. C'était une organisation de concerts, souhaitée, à l'origine, par des interprètes amateurs. On y donnait aussi des cours et chacun pouvait y produire des œuvres de sa composition. On considère ces Académies provinciales comme des ancêtres des conservatoires.

### Paris
De 1734 à 1748, il occupa la fonction très en vue de maître du chœur à Notre-Dame de Paris. Il contribua ainsi à la formation du futur compositeur François Giroust, né à Paris en 1738. Lorsque Louis Homet mourut, en 1767, on ne le désigna plus que comme « Prêtre, ancien maître de musique de l'Eglise de Paris ».

### Intercession en faveur du créancier d'un négociant
De Paris, en 1743, sur la recommandation de l'abbé de Brancas, il rédige deux lettres autographes (11 février et 20 mars) pour solliciter la protection du comte André-Louis de Brancas-Rochefort en faveur du créancier d'un négociant d'Avignon et de Marseille (négociant également présent à la foire de Beaucaire). Louis Homet donne les détails de cette affaire et demande au destinataire de faire opposition à la levée des scellés.

## Œuvres

### Œuvres existantes
- Postquam magnificus  Domini Taurinus amicus (Motet, 5 voix), 14 août 1711. Répons de saint Taurin, évêque d’Evreux (une église de la ville porte son nom). Original à Paris BnF : Vm1 1178.
- Exurge Deus (Grand motet, 5 voix et basse continue), 14 août 1711. Même localisation

Édition moderne par le Centre de Musique Baroque de Versailles (Cahiers de musique, n° 101, 2003, 39 p.).
- Taisez-vous, rossignols (Air, 1 voix et basse continue). [Orléans], 1716. Cf. Recueil d'airs sérieux et à boire. Paris : Jean-Baptiste Christophe Ballard, avril 1716, p. 74–75.
- Prose des Morts (Faux-bourdon, 4 voix), Orléans, 1722.

L'œuvre a connu une grande fortune. Elle fait alterner le motif musical, à une voix, du Dies iræ liturgique, sur les strophes impaires, avec un faux-bourdon à 4 voix (strophes paires), dû cette fois à l'auteur. Lors des funérailles solennelles de Jean-Philippe Rameau (Paris, Église Saint-Eustache, septembre 1764), on l'entendit, doublée de parties instrumentales (pour l'adapter au goût du jour). Le matériel copié pour cette circonstance existe encore, conservé à Paris BnF : Rés. H 494 C (a-j). Elle a encore été citée et reprise (chantée et jouée) aux XIXe et XXe siècles.
Edition moderne : Paris : Schola Cantorum et Procure générale de musique, s. d., 4 p.
- Messe de Requiem pour Soprano, Alto, Ténor et Basse / Chant au Ténor (messe en faux bourdon, Orléans, 1722 ?).

Copie datée de 1894, de la main du chanoine Marcel Laurent (Répertoire des chœurs de la cathédrale d'Orléans). Archives municipales d’Orléans : C 3364-3.
Cette Messe (non datée) inclut la Prose ci-dessus. Elles peuvent donc avoir été composées pour la même occasion. Cf. Brosset 1924 p. 26.
- Missa pro defunctis (Messe, 4 voix : dessus, haute-contre, taille, basse). Paris BnF : L 18363 A et B (parties séparées, XIXe siècle. Deux parties de violons, une partie d’alto, et la basse continue - basse, basson, trombone - doublent les voix).

La partition oppose des passages à 4 ou à 3 voix. Contrepoint figuré alternant avec une écriture verticale, syllabique. Ce matériel manuscrit (44 cahiers pour les parties chantées, 17 pour les instruments) atteste que l'œuvre a été donnée à la chapelle des Tuileries, sous Napoléon Ier ou pendant la Restauration (1802-1830). Jean-François Le Sueur, maître depuis 1804, avait dirigé la musique de Notre-Dame avant la Révolution. C'est sans doute là qu'il avait eu connaissance de cette messe. Cf. Mongrédien 1986 p. 160 et 164.
- Missa in anniversariis defunctis per Dominum Omet Magister Musice [orthographe admise pour la diphtongue : Musicæ] Ec[c]lesiæ Parisiensis, Livre de chœur manuscrit, in-fol., 69 p., 1803. (Messe, 4 voix). Localisation : Paris, Bibliothèque de la maîtrise de la cathédrale Notre-Dame.

François-Joseph Fétis affirmait posséder le manuscrit de cette pièce, mais il ne figure pas dans le catalogue de sa bibliothèque établi en 1995.

### Œuvres perdues
- Idylle à la louange du Roy, qui sera chanté dans la sale de l'Academie de musique d’Orleans, le XIII. de décembre M. DCCXXII. S. l., s. n., [1722], 4 p. in-4°.

Livret seul. La musique est perdue. D'après la p. 4 : « Les paroles sont d’un Académicien. La Musique est de M. HOMET, Maître de Musique de l'Académie ».
L'Académicien est peut-être l'Orléanais Daniel Polluche. Incipit : « Bergers de cet heureux séjour, Redoublez pour LOUIS vos Concerts en ce jour ». Autre titre possible : Idylle sur la Paix, chantée à l’Académie de Musique. Livret conservé à Paris (Bibliothèque Mazarine : 4° 10918-111/20). Citée dans Le Mercure de France, décembre 1722, p. 136–137 (p. 403 du reprint). Mentionné dans Beauvais de Préau 1778 p. V.
- Divertissement pour la Reine de Pologne. Représenté au Château Royal de Chambort (Chambord, janvier 1730). Livret imprimé à Orléans : Rouzeau, 1730, 4°, 8 p.

« Mis en Musique par Mr. HOMET, Maître de Musique du Roi de Pologne, & de l'Eglise d'Orleans. » [sic].
La musique est perdue. Livret à Blois (Bibliothèque de l'Abbé Grégoire : LO 526). Personnages : « Une Nimphe, Apollon, Flore, Zephire, Mars. Chœur ». Incipit du Prologue : « Quels doux concerts font retentir ces lieux ». Incipit du Divertissement : « Venés tous dans mon Temple, & que chacun s'aprête » [sic]. Cité, sans localisation, dans Cuissard 1900 à l'article « Homet ».
- Te Deum pour la naissance du dauphin (Grand motet, perdu), 1729. Cf. Le Mercure de France, décembre 1729 (II), p. 3151–3152 (p. 440-441 du reprint).

### Attribution incertaine
- La Pucelle d’Orléans. Cantate pour être chantée dans une Assemblée publique de l’Académie de Musique d’Orleans le 8. May, jour de la Delivrance de cette Ville [par Jeanne d'Arc], 1724, 3 p. Livret de Michel-Gabriel Perdoulx de la Perrière (Orléans BM : Rés. E 18181 [n° 1065 alias 25]). La musique est perdue.